# Мексика у Другій світовій війні

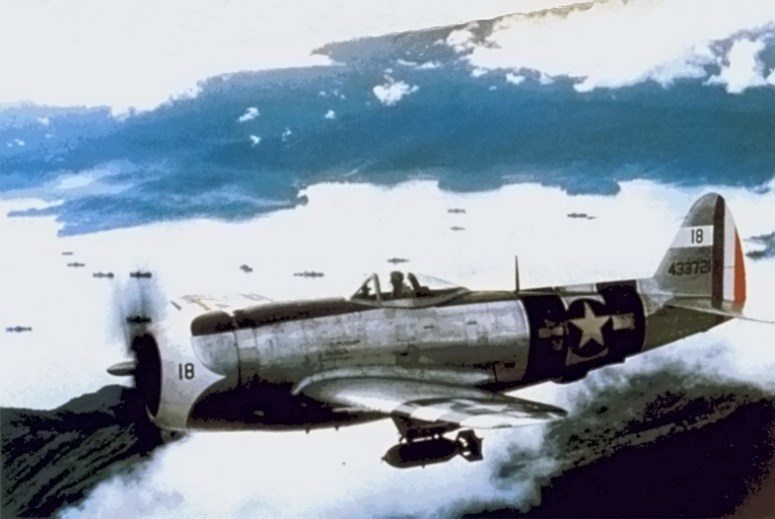
Винищувач-бомбардувальник P-47 мексиканської 201-ї ескадрильї.

Мексика у Другій світовій війні брала участь на боці союзників, у тому числі й своїми збройними силами. У роки війни економіка Мексики набула бурхливого розвитку, зріс також міжнародний авторитет країни.

## Передвоєнна ситуація
На початку 1940-х років Мексика була аграрною країною та мала нестабільну внутрішню політичну ситуацію.
Порівняно недавно, з приходом до влади президента Ласаро Карденаса (1934—1940), закінчився постреволюційний період, протягом якого країна пережила громадянську війну та кілька заколотів.
У прагненні модернізувати суспільство та державу Карденас проводив реформи, що заклали основи розвитку Мексики на багато десятиліть уперед: націоналізувалися промислові підприємства та цілі галузі народного господарства, політична система країни фактично стала двопартійною.
Одним із результатів цих реформ було те, що передвоєнна зовнішня політика Мексики характеризувалася загостренням відносин зі США та Великобританією, невдоволення яких викликали експропріації в мексиканській промисловості (частка іноземного капіталу в економіці країни до реформ Карденасу досягала 92%).
У травні 1938 року було припинено дипломатичні відносини з Великобританією.
І незважаючи на те, що Мексика не проводила ізоляціоністську політику (наприклад, під час Громадянської війни в Іспанії надавала допомогу республіканцям ), в умовах Мексика, що склалися до початку Другої світової війни, заявила про свій нейтралітет.

## Поліпшення відносин між Мексикою та США

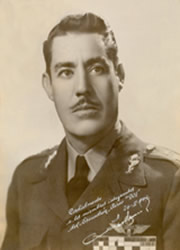
Антоніо Карденас Родрігес - командир Мексиканських експедиційних ВПС

Влада США була стурбована можливістю зростання пронімецьких настроїв у сусідній країні (під час Першої світової війни Мексика відкрито симпатизувала Німеччині ), що послужило мотивом для перегляду міждержавних відносин.
Під час загальних виборів 1940 року в Мексиці до влади прийшов кандидат правлячої Національної революційної партії генерал Мануель Авіла Камачо.
14 березня 1941 року між Мексикою та США було підписано Генеральну угоду, яка відкрила нові можливості для економічного, військового та політичного міждержавного співробітництва.
Сполучені Штати Америки надавали допомогу Сполученим Штатам Мексики у розвитку промислової та транспортної інфраструктури. Також США офіційно відкрили свій ринок праці для іммігрантів: передбачалося направлення певної кількості мексиканських робітників, так званих «брасерос» (braceros ), для роботи на виробництвах і сільському господарстві США.
Слідом за вступом у війну США, у грудні 1941 року Мексика порвала дипломатичні відносини з Німеччиною, Італією та Японією. 22 травня 1942 року Мексиканські Сполучені Штати заявили про наявність стану війни з Німеччиною, Італією та Японською після серії провокацій щодо нафтових танкерів «Потреро-дель-Льяно» та «Фаха-де-Оро», торпедованих і потоплених німецькими підводними човнами у водах Атлант океану і з 1 червня 1942 офіційно оголосила їм війну.
22 жовтня 1941 року було відновлено дипломатичні відносини між Мексикою та Великобританією, 12 листопада 1942 року – між Мексикою та СРСР.
Одним із приводів для вступу у війну були неодноразові випадки потоплення мексиканських судів німецькими підводними човнами в Мексиканській затоці та біля берегів США.
Для організації протичовнового патрулювання у прилеглих водах силами мексиканських ВПС з боку США було надано допомогу технікою та підготовкою фахівців. Надалі ця співпраця стала основою для направлення до зони бойових дій на Тихому океані мексиканського льотного підрозділу: 201-ї ескадрильї.

## Економічний та культурний розвиток
У роки Другої світової війни економіка Мексики набула бурхливого розвитку, що зумовлювалося, з одного боку, економічною допомогою від США, а з іншого боку — різким зниженням обсягів європейських товарів на місцевому та світовому ринках.
Подібна тенденція спостерігалася і в культурній сфері: наприклад, мексиканський кінематограф переживав у ті роки "Золоту епоху", і Мексика перетворилася на основного виробника кінопродукції в регіоні.
На тлі зростання значення Мексики як регіональна держава 21 лютого - 8 березня 1945 року в столичному палаці Чапультепек була проведена конференція американських держав з питань війни і миру (Чапультепекська конференція). В результаті її було прийнято «Чапультепецький акт», який проголосив принцип «взаємної допомоги та американської солідарності», а також «Економічна хартія».